# متحف فابر
متحف فابر هو متحف يقع في مونبلييه جنوب فرنسا، تأسس المتحف من قبل الرسام فرانسوا-زافير فابر في 1825.